# Mosquitokusten

Mosquitokusten.

Mosquitokusten eller Miskitokusten (spanska Costa de Mosquitos) är en kustslätt vid Karibiska havet i Nicaragua och Honduras. Mosquitokusten är ett lågland bestående av skogar och savanner och sumpig lagunkust. Områdets namn härstammar från miskitoindianerna som bor i området.